# Australobolbus subretusus
Australobolbus subretusus är en skalbaggsart som beskrevs av Blackburn 1904. Australobolbus subretusus ingår i släktet Australobolbus och familjen Bolboceratidae. Inga underarter finns listade.